# Franziska Buch
Franziska Buch (* 15. November 1960 in Stuttgart) ist eine deutsche Regisseurin und Drehbuchautorin. Seit 2002 leitet sie neben Christoph Fromm die Drehbuchabteilung der Filmakademie Baden-Württemberg.

## Leben
Franziska Buch studierte Philosophie und Germanistik an der Universität Stuttgart und der Sapienza in Rom. Ihr Studium schloss sie mit dem Master-Diplom ab. Für ihren ersten Film Die Ordnung der Dinge erhielt sie in Berlin 1987 den Deutschen Kurzfilmpreis. Ein Jahr später führte sie Regie in dem 45-Minuten-Film Tod eines Idioten, der in Kooperation mit dem Bayerischen Fernsehen produziert wurde. Ihr Film Die ungewisse Lage des Paradieses, ein Kinderfilm, handelt von einem Mädchen, das sich aus der Realität in eine Traumwelt flüchtet. Der Film hatte 1993 Premiere und wird als ihr eigentliches Debüt als Spielfilmregisseurin angesehen.
Seit 1991 arbeitet Franziska Buch freiberuflich als Drehbuchautorin und Regisseurin. Sie hat Drehbücher für verschiedene deutsche Krimi-Serien, wie O.K. (1993/1994, Bavaria Film) und Faust (1994/1995, ZDF) erarbeitet.

## Filme

### Regie und Drehbuch
- 1992: Die ungewisse Lage des Paradieses
- 1999: Verschwinde von hier (TV)
- 2001: Emil und die Detektive
- 2019: Tatort: Das verschwundene Kind
- 2022/2023: Nach uns der Rest der Welt (SWR)

### Regie
- 2003: Unsere Mutter ist halt anders
- 2004: Bibi Blocksberg und das Geheimnis der blauen Eulen
- 2005: Heimliche Liebe – Der Schüler und die Postbotin
- 2007: Angsthasen
- 2008: Der Froschkönig
- 2009: Die Drachen besiegen
- 2009: Rosannas Tochter
- 2010: Hier kommt Lola!
- 2011: Yoko
- 2013: Adieu Paris
- 2013: Der Kaktus
- 2014: Käthe Kruse
- 2015: Eine wie diese
- 2016: Conni & Co
- 2017: Die Diva, Thailand und wir!
- 2020: Tatort: National feminin
- 2021: Theresa Wolff – Home Sweet Home
- 2022: Das Wunder von Kapstadt (Fernsehfilm)

### Drehbuch
- 2003: Das fliegende Klassenzimmer, Kino
- 2003: Unsere Mutter ist halt anders (Buchbearbeitung)
- 2004: Bibi Blocksberg, Kino (Buchbearbeitung)
- 2005: Schiller TV, (Buchbearbeitung)
- 2014: Käthe Kruse, TV (Buchbearbeitung)

## Auszeichnungen
- 2000: Max-Ophüls-Preis für Verschwinde von hier
- 2001: Bayerischer Filmpreis für Emil und die Detektive
- 2001: Goldener Spatz - Preis der Kinderfilmjury für Emil und die Detektive
- 2001: Hauptpreis Kinderfilmfestival Chicago für Emil und die Detektive
- 2003: Deutscher Filmpreis („Lola“) - Bester Kinderfilm für Das fliegende Klassenzimmer
- 2003: Goldener Spatz - Preis der Kinderjury in der Kategorie Kino-/Fernsehfilm für Das fliegende Klassenzimmer
- 2004: Hauptpreis Kinderfilmfestival San Francisco für Bibi Blocksberg und das Geheimnis der Blauen Eulen
- 2005: Kinder-Medien-Preis Weißer Elefant für Bibi Blocksberg und das Geheimnis der Blauen Eulen
- 2010: Robert-Geisendörfer-Preis für Die Drachen besiegen (Kategorie Fernsehfilm)
- 2010: Kinder-Medien-Preis für "Hier kommt Lola!"
- 2010: Kinder-Jurypreis Kinofestival Lünen für "Hier kommt Lola!"